# Lanificio Colombo
Il Lanificio Luigi Colombo è un'azienda italiana, sita nel distretto tessile biellese/valsesiano, operante nel campo della tessitura del cashmere e specializzata nella produzione di tessuti in fibre nobili quali vicuña e guanaco.

## Storia
Negli anni Ottanta nasce la Divisione Prodotto Finito (con sede a Ghemme, Novara) che produce linee per donna, uomo e accessori.

## Distribuzione
Le collezioni Colombo sono distribuite in 200 tra specialty e department store e attraverso una dozzina di propri punti vendita.
Nel mese di ottobre 2014 viene pubblicato il nuovo sito Colombo.

## Prodotti
Il prodotto più iconico di Lanificio Colombo è la giacca femminile "Kate".